# 蠟樣芽孢桿菌
蜡样芽孢杆菌又稱仙人掌桿菌，隶属于需氧或兼性厌氧的芽孢杆菌属，是一種革兰氏阳性、无荚膜、β溶血性、能形成芽孢的桿菌，經常在土壤和食物中被發現，能够产生多种胞外毒素和酶类。
有些菌株会通过谷物类、蔬菜、肉类等食品引起人的食物中毒，例如炒飯症候群（fried rice syndrome）；另外一些菌株則對其他動物有益。蜡样芽孢杆菌与其他芽孢杆菌相同，它会产生防御性的内生孢子。它的致病因子包括施普善（cereolysin）和磷脂酶C（phospholipase C）。

## 病症
蜡样芽孢杆菌与少数食物中毒有关(约2–5％)，包括一些严重的恶心、呕吐以及腹痛。大概来说，杆菌性食物中毒是由于错误的烹调方法造成细菌孢子残留在食物上，更糟糕的是食物被不当冷冻反覆解凍而让孢子发芽。细菌繁殖的结果是产生肠毒素，人食用含毒素的食物后会产生呕吐、腹泻等不良症状。
- 许多食物都有可能造成这种腹泻，它有8–16个小时的潜伏期，之后便会引发腹泻和肠胃疼痛。而另一种潜伏期长的蜡样芽孢杆菌食物中毒，与产气荚膜梭菌所造成的病症极其相似。
- 吃了冷藏不当而变质的剩饭是造成呕吐病症的最主要的原因。食用变质食物后1–5小时就会引起恶心、呕吐。这种病症与其他的变质引起的短期病症（如金黄色葡萄球菌所造成的）较难辨别。

以前人们认为有毒物质产生效果的时间与以上两种类型有关，但事实上呕吐综合征是因一种只在引起呕吐的类型中发现的名为cereulide的毒素造成的，并且该产物不是蜡样芽孢杆菌的标准产物之一。Cereulide是一种由非核糖调控缩氨酸综合(NRPS)产生的即使在菌体内也是不常见的dodecadepsipeptide。两个科研小组独立发现这种转录是发生在pCERE01或是pBCE4810质体上。有趣的是，该种质体与有毒的pXO1质体主要构成相同，pXO1是炭疽杆菌中编码毒素的基因，但却处在不同的致病岛上。蜡样芽孢杆菌的牙周分离同样具有不常见的类pXO1质体。

## 外部連結
- Bacillus cereus(仙人掌桿菌/臘桿菌) （页面存档备份，存于）

1. ↑  . 樂詞網. 國家教育研究院 （中文（臺灣））.
2. ↑  . UpToDate.
3. ↑  Logan NA, Popovic T, Hoffmaster A. Bacillus and other aerobic endospore forming bacteria. In: Manual of Clinical Microbiology, Murray PR, Baron EJ, Jorgensen JH, et al (Eds), American Society for Microbiology Press, Washington, DC 2007. p.455.
4. ↑  . 术语在线. 全国科学技术名词审定委员会. （简体中文）